# مالكو تارنوفو
مالكو تارنوفو ( (بالبلغارية: Малко Търново) "تارنوفو الصغيرة" ؛ على عكس فيليكو تارنوفو ) هي مدينة في مقاطعة بورغاس، جنوب شرق بلغاريا، تبعد 5 كيلومتر من الحدود التركية. وهي المدينة الوحيدة في المناطق الداخلية لجبال ستراندجا البلغارية وتقع في متنزه ستراندجا الطبيعي . مالكو تارنوفو هو المركز الإداري لبلدية مالكو تارنوفو التي تحمل نفس الاسم. اعتبارًا من ديسمبر 2009، كان عدد سكان البلدة 2449 نسمة. 

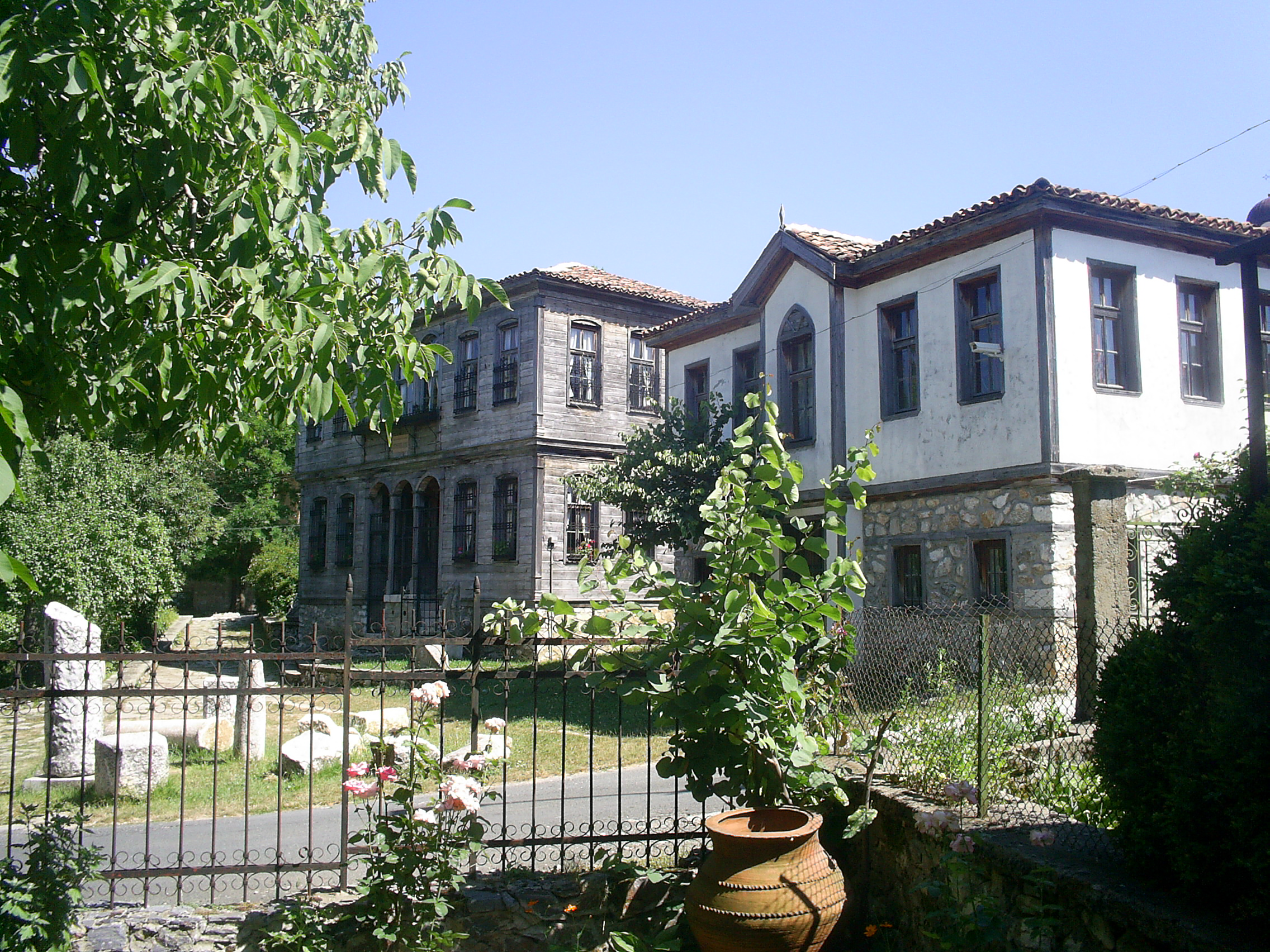
المباني التاريخية في مالكو تارنوفو

قبل حروب البلقان (1912–1913)، كانت مالكو تارنوفو بلدة (قضاء) تابعة لسنجق قرقلر إيلي في ولاية أدرنة باسم "تيرنوفاجيك" والتي تم التنازل عنها لبلغاريا بعد الحروب.
منذ 25 أكتوبر 1913، أصبحت داخل حدود بلغاريا.

## معرض الصور

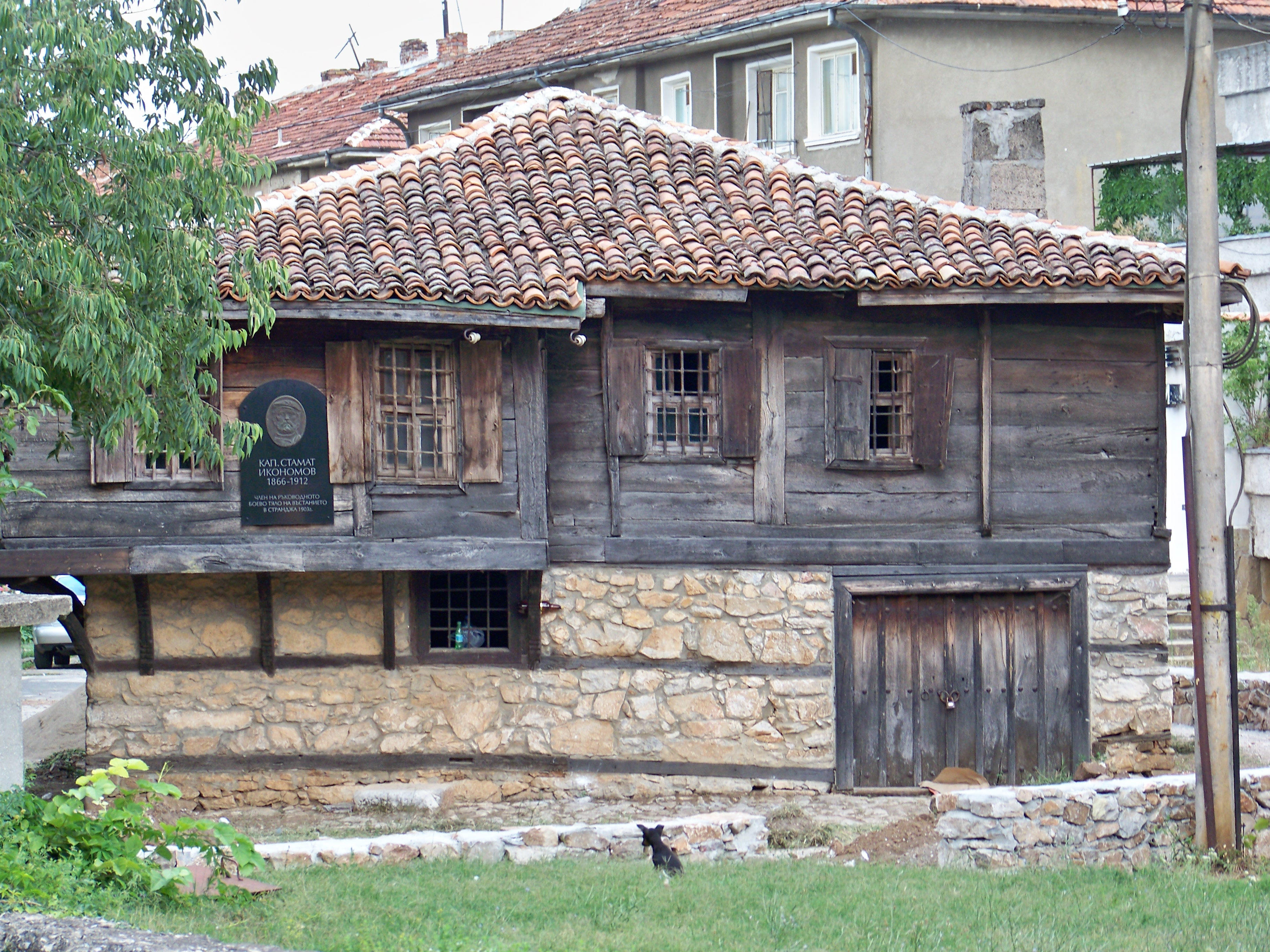
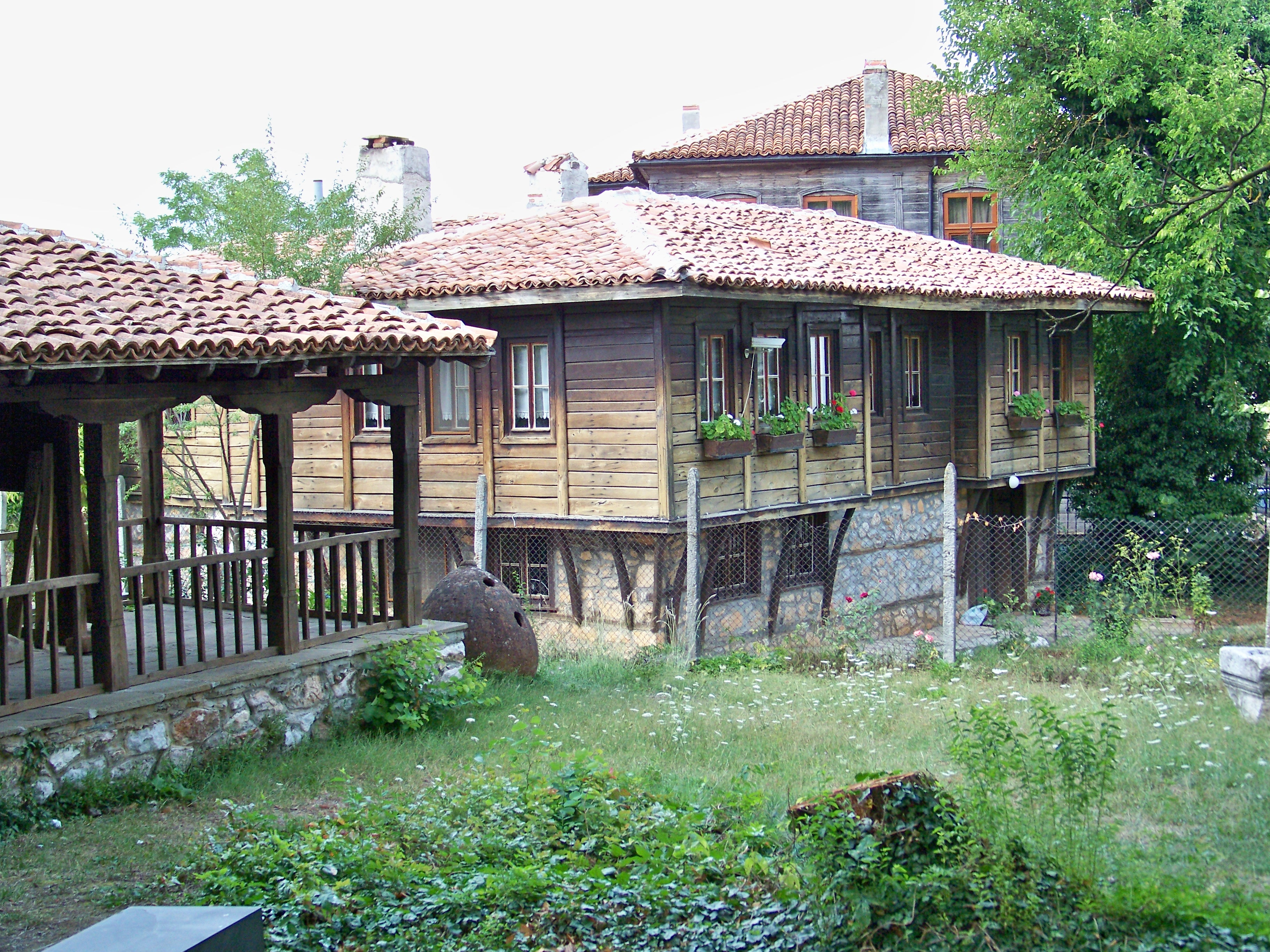
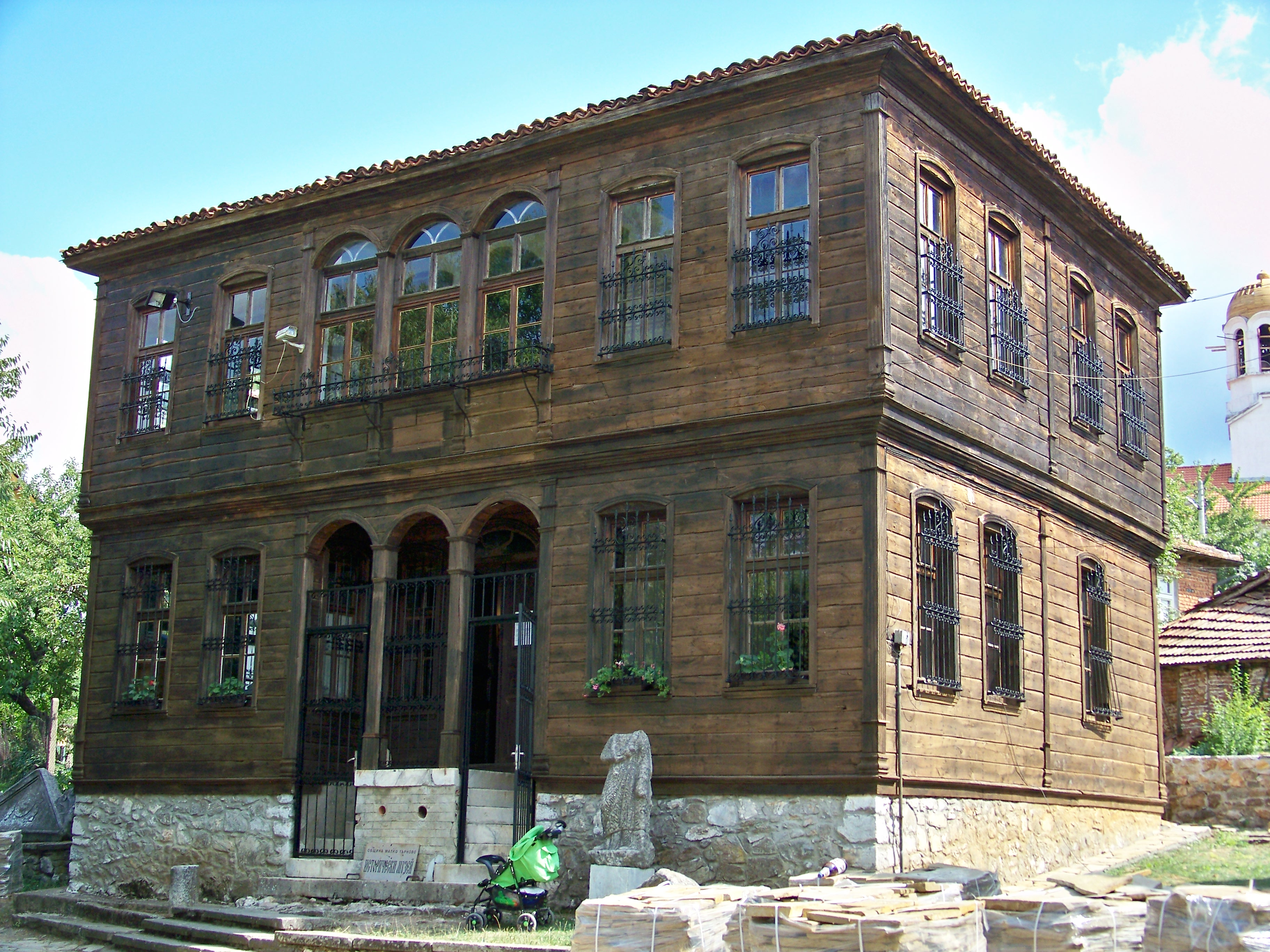
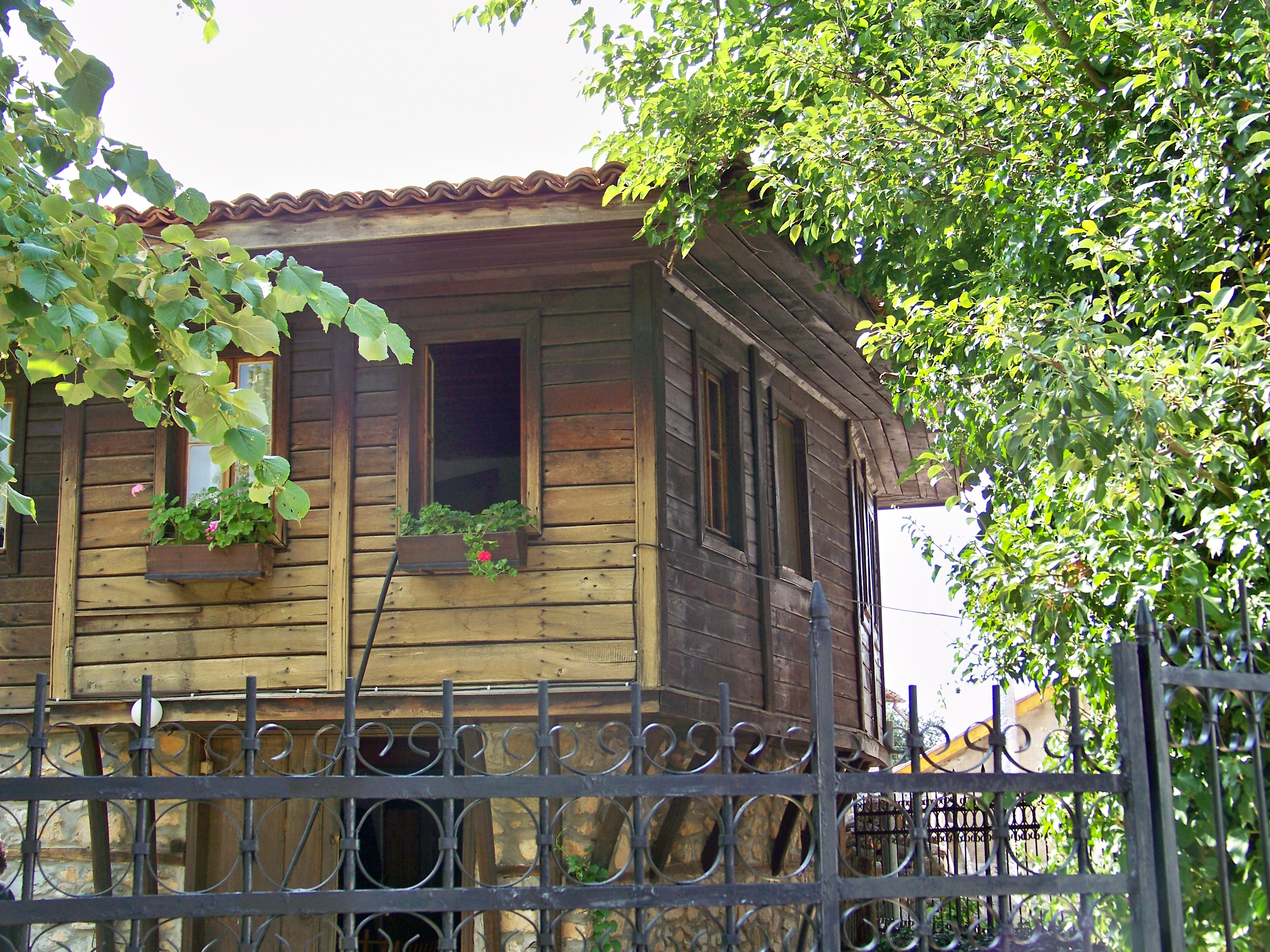
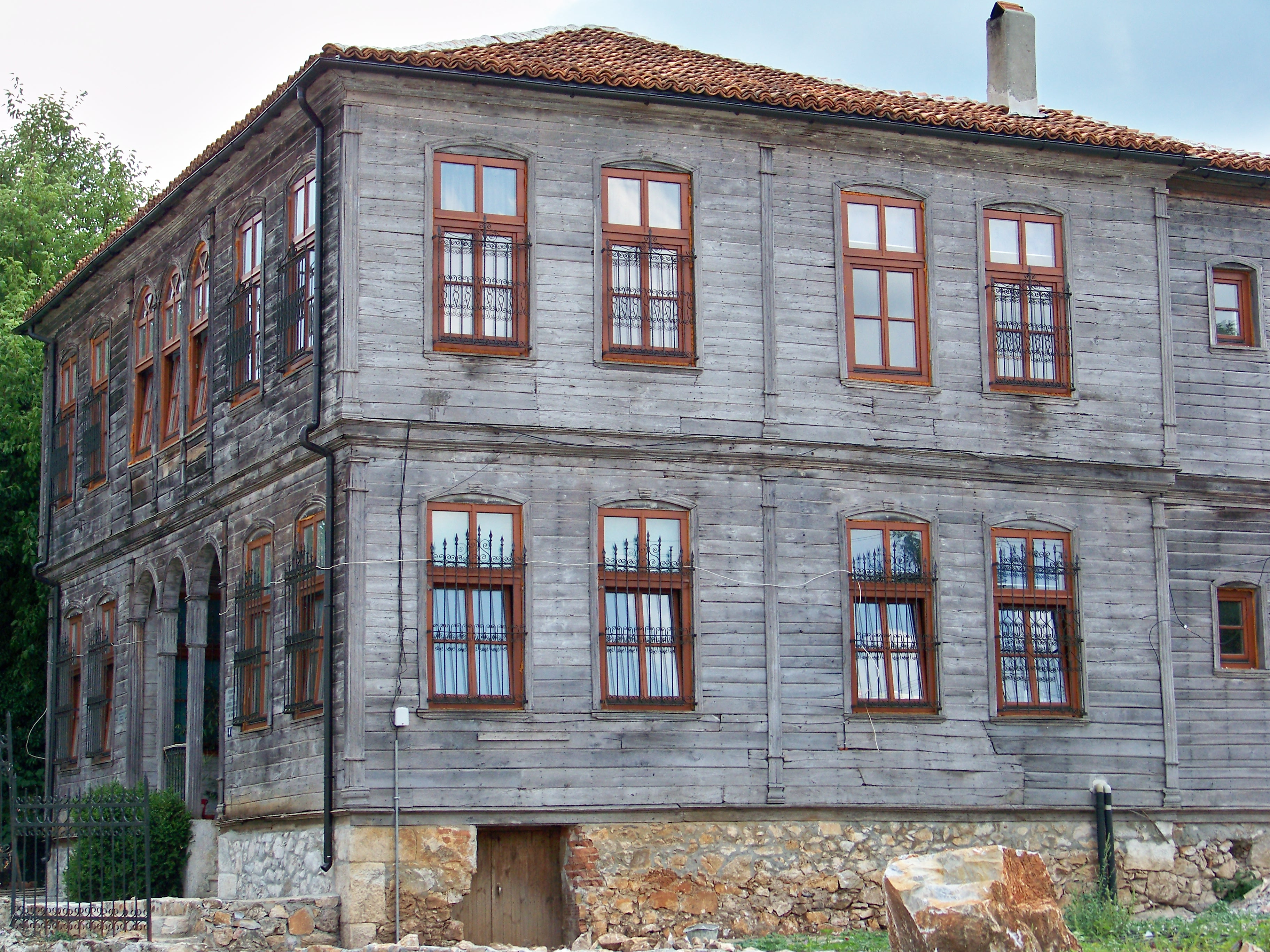

## روابط خارجية
- بلدية مالكو تارنوفو
- موقع بلدية مالكو تارنوفو نسخة محفوظة 19 يونيو 2012 على موقع واي باك مشين.
- الموقع الإلكتروني لمحكمة مالكو تارنوفو الإقليمية
- مالكو تارنوفو على موقع Journey.bg